# Lethrinus
Lethrinus is een geslacht van straalvinnige vissen uit de familie van straatvegers (Lethrinidae). Het geslacht is voor het eerst wetenschappelijk beschreven in 1829 door Cuvier.

## Soorten
De volgende soorten zijn bij het geslacht ingedeeld:
- Lethrinus amboinensis (Bleeker, 1854)
- Lethrinus atkinsoni (Seale, 1910)
- Lethrinus atlanticus (Valenciennes, 1830)
- Lethrinus borbonicus (Valenciennes, 1830)
- Lethrinus conchyliatus (Smith, 1959)
- Lethrinus crocineus (Smith, 1959)
- Lethrinus ehrenbergii (Valenciennes, 1830)
- Lethrinus enigmaticus (Smith, 1959)
- Lethrinus erythracanthus (Valenciennes, 1830)
- Lethrinus erythropterus (Valenciennes, 1830)
- Lethrinus geniguttatus (Valenciennes, 1830)
- Lethrinus genivittatus (Valenciennes, 1830)
- Lethrinus haematopterus (Temminck & Schlegel, 1844)
- Lethrinus harak (Forsskål, 1775)
- Lethrinus laticaudis (Alleyne & Macleay, 1877)
- Lethrinus lentjan (Lacepède, 1802)
- Lethrinus mahsena (Forsskål, 1775)
- Lethrinus microdon (Valenciennes, 1830)
- Lethrinus miniatus (Forster, 1801)
- Lethrinus nebulosus (Forsskål, 1775)
- Lethrinus obsoletus (Forsskål, 1775)
- Lethrinus olivaceus (Valenciennes, 1830)
- Lethrinus ornatus (Valenciennes, 1830)
- Lethrinus ravus (Carpenter & Randall, 2003)
- Lethrinus reticulatus (Valenciennes, 1830)
- Lethrinus rubrioperculatus (Sato, 1978)
- Lethrinus semicinctus (Valenciennes, 1830)
- Lethrinus variegatus (Valenciennes, 1830)
- Lethrinus xanthochilus (Klunzinger, 1870)